# Pristiophorus nancyae
Pristiophorus nancyae  (лат.) — вид хрящевых рыб рода пилоносов семейства пилоносых акул. Эти акулы обитают в западной части Индийского океана на глубине до 500 м. Максимальная зарегистрированная длина 62 см. У пилоносов рыло вытянуто, образуя длинный пиловидный рострум, усеянный латеральными зубцами. На роструме имеются усики. Рацион в основном состоит  ракообразных. Вид не представляет интереса для коммерческого рыбного промысла.

## Таксономия
Впервые вид был научно описан в 2011 году. Голотип представляет собой взрослого самца длиной 61,6 см, пойманного у побережья Мозамбика, 22°07′ ю. ш. 35°45′ в. д., на глубине 500 м. Паратипы: взрослые самцы длиной 44 и 55 см, взрослая самка длиной 57,3 см, пойманные там же на глубине 286—500 м, неполовозрелые самцы и неполовозрелая самка длиной  31,4—35,8 см и 39,1 см соответственно, пойманные там же на глубине 490 м. Вид назван в честь филантропа и морского биолога Нэнси Пакард Бёрнетт, сотрудницы аквариума Монтерей Бэй (Monterey_Bay_Aquarium), за её великодушную поддержку исследования хрящевых рыб, проводимого Тихоокеанским исследовательским акульим центром Moss Landing Marine Laboratories.

## Ареал
Pristiophorus nancyae обитают в западной части Индийского океана у берегов Мозамбика. Возможно, они также присутствуют в водах Сомали и Пакистана, однако, эти данные требуют подтверждения. Эти акулы встречаются на континентальном шельфе на глубине от 286 до 500 м.

## Описание
У Pristiophorus nancyae вытянутое, слегка приплюснутое, но не уплощённое как у скатов тело. Голова также слегка приплюснута, но не растянута латерально. Рыло удлинённое и приплюснутое, вытянутое в виде пилообразного рострума с латеральными зубцами. Края крупных зубцов гладкие. На нижней поверхности рыла располагается пара усиков, выполняющая функции осязания, которые расположены ко рту, чем к кончику рыла. Два спинных плавника лишены шипов у основания. Анальный плавник отсутствует. Свободный кончик треугольного первого спинного плавника расположен на уровне середины основания брюшных плавников. Грудные плавники довольно крупные, но не крыловидные. Брюшные плавники маленькие. Рот расположен перед глазами.  Имеются назальные желобки, не соединяющиеся со ртом. Губные бороздки короткие. Овальные довольно крупные глаза вытянуты по горизонтали. Третье веко отсутствует. 5 пар жаберных щелей. Позади глаз имеются крупные брызгальца. Хвостовой плавник асимметричный, верхняя лопасть удлинена, нижняя отсутствует. 
От прочих пилоносов Pristiophorus nancyae отличаются наличием заметного двойного ряда 4—5 крупных ямок, предшествующих усикам на латеральной поверхности рыла. Кроме того, у основания крупных ростральных зубцов имеются гребни. Тело внехлёст покрыто плакоидной чешуёй. Окраска ровного цвета без отметин.

## Биология
Биология Pristiophorus nancyae изучена слабо. В желудках зарегистрированных к настоящему времени 8-ми особей была обнаружена плохо идентифицируемая органическая масса, состоящая в основном из ракообразных, в том числе креветок. Остатки головоногих и костистых рыб обнаружены не были. У крупных особей на спине и хвосте имелись отчётливые отметины от повреждений, которые могли быть нанесены рострумами других пилоносов.  

## Взаимодействие с человеком
Вид не представляет опасности для человека и не является объектом целевого коммерческого промысла. Попавшихся в качестве прилова акул, как правило, выбрасывают за борт. Международный союз охраны природы еще не оценил статус сохранности данного вида. 